# I liga 1972-1973 (pallacanestro maschile)
La I liga 1972-1973 è stata la 39ª edizione del massimo campionato polacco di pallacanestro maschile. La vittoria finale è stata ad appannaggio dello Wybrzeże Danzica.

## Risultati

### Stagione regolare
|     | Squadra             | G  | V  | P  | PF   | PS   | Pt. | Qualificazione        |
| --- | ------------------- | -- | -- | -- | ---- | ---- | --- | --------------------- |
| 1.  | Wybrzeże Danzica    | 36 | 26 | 10 | 2898 | 2669 | 62  |                       |
| 2.  | Resovia Rzeszów     | 36 | 25 | 11 | 2785 | 2581 | 61  |                       |
| 3.  | Śląsk Breslavia     | 36 | 23 | 13 | 2713 | 2470 | 59  |                       |
| 4.  | Wisła Cracovia      | 36 | 22 | 14 | 2704 | 2760 | 58  |                       |
| 5.  | Lech Poznań         | 36 | 22 | 14 | 2923 | 2763 | 58  |                       |
| 6.  | Lublinianka Lublino | 36 | 21 | 15 | 2509 | 2507 | 57  |                       |
| 7.  | Polonia Varsavia    | 36 | 16 | 20 | 2646 | 2744 | 52  |                       |
| 8.  | Pogoń Stettino      | 36 | 12 | 24 | 2568 | 2921 | 48  |                       |
| 9.  | Górnik Wałbrzych    | 36 | 9  | 27 | 2699 | 2871 | 45  | retrocesse in II liga |
| 10. | AZS Varsavia        | 36 | 4  | 32 | 2614 | 3011 | 40  | retrocesse in II liga |

| I liga 1972-1973           |
| -------------------------- |
| Wybrzeże Danzica 3º titolo |

## Formazione vincitrice
| N° | Naz.               | Ruolo | Sportivo             |  | Alt. |  |
| -- | ------------------ | ----- | -------------------- |  | ---- |  |
|    | Polonia (bandiera) | P     | Krzysztof Bielak     |  | 181  |  |
|    | Polonia (bandiera) | AC    | Janusz Cegliński     |  | 201  |  |
|    | Polonia (bandiera) | G     | Zbigniew Felski      |  | 185  |  |
|    | Polonia (bandiera) | C     | Wojciech Grześkowiak |  | 196  |  |
|    | Polonia (bandiera) | P     | Jan Jargiełło        |  | 182  |  |
|    | Polonia (bandiera) | P     | Andrzej Jezierski    |  | 178  |  |
|    | Polonia (bandiera) | A     | Stefan Jurkiewicz    |  | 194  |  |
|    | Polonia (bandiera) | A     | Mieczysław Kotłowski |  | 193  |  |
|    | Polonia (bandiera) | G     | Bogdan Lecyk         |  | 187  |  |
|    | Polonia (bandiera) | C     | Marek Mikulski       |  | 205  |  |
|    | Polonia (bandiera) | A     | Henryk Nowak         |  | 194  |  |
|    | Polonia (bandiera) | A     | Jan Nowicki          |  | 195  |  |
|    | Polonia (bandiera) | A     | Grzegorz Smakowski   |  | 194  |  |
|    | Polonia (bandiera) | A     | Andrzej Snopkowski   |  | 194  |  |
|    | Polonia (bandiera) | P     | Tomasz Stamirski     |  | 185  |  |
|    | Polonia (bandiera) | All.  | Zbigniew Meller      |  |      |  |

## Premi e riconoscimenti
- MVP stagione regolare:  Andrzej Seweryn, Wisła Cracovia